# Josh Ho-Sang
Joshua „Josh“ Ho-Sang (* 22. Januar 1996 in Toronto, Ontario) ist ein kanadischer Eishockeyspieler, der seit März 2024 bei den Florida Everblades aus der ECHL unter Vertrag steht und dort auf der Position des Centers spielt. Zuvor war Ho-Sang unter anderem für die New York Islanders in der National Hockey League (NHL) aktiv.

## Karriere
Ho-Sang entstammt einer multikulturellen Familie und ist jüdischen Glaubens. Sein Vater immigrierte im Alter von zehn Jahren von der Insel Jamaika nach Kanada und hat chinesische Vorfahren, die in Hongkong beheimatet waren. Seine Mutter stammt aus Chile und hat russische sowie schwedische Vorfahren. Sie kam im Alter von zwölf Jahren nach Kanada.

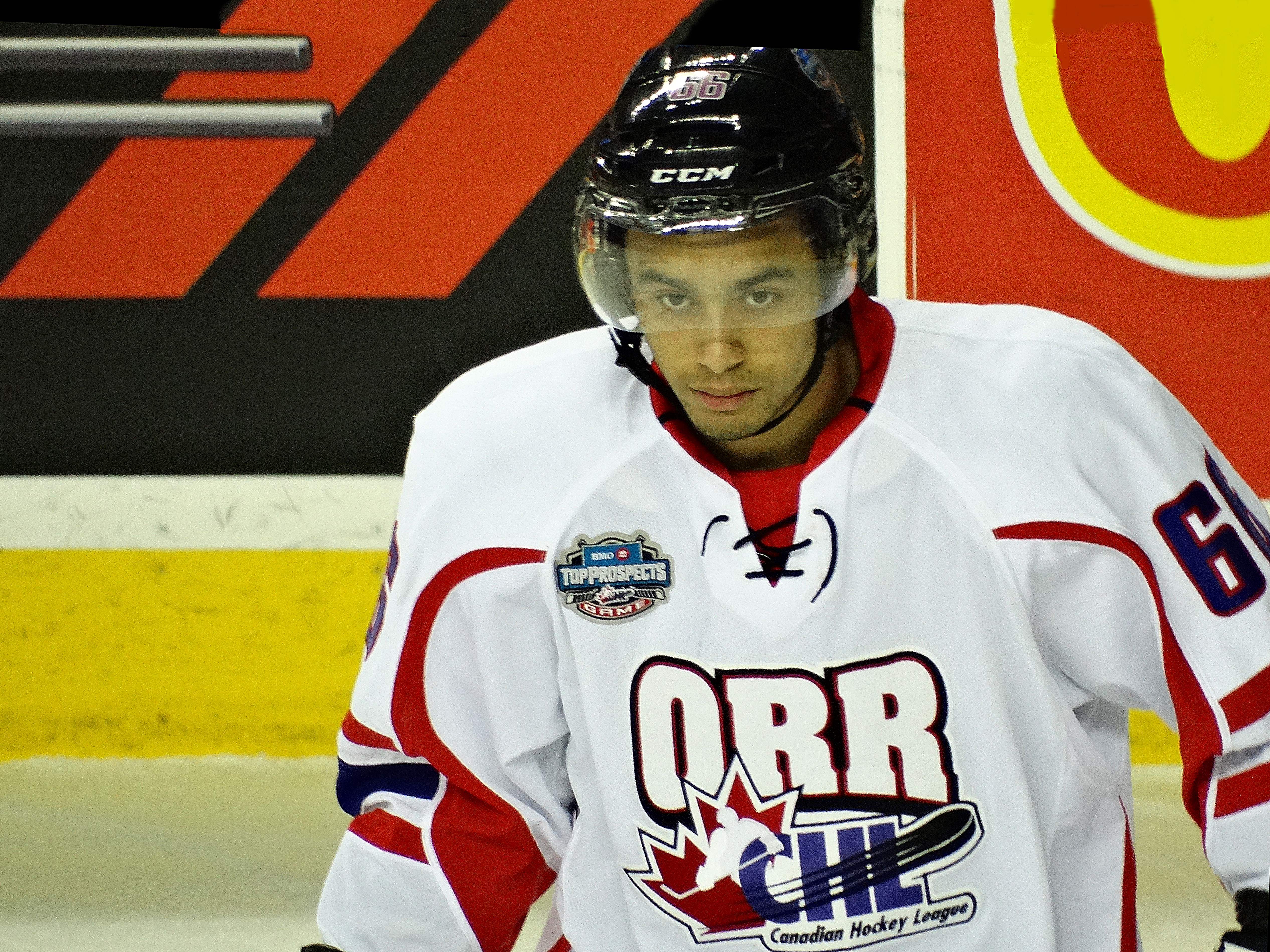
Ho-Sang beim CHL Top Prospects Game (2014)

Zunächst spielte Ho-Sang bis 2012 für die Toronto Marlboros in den unterklassigen Juniorenligen der Provinz Ontario. In der OHL Priority Selection wurde der Stürmer von den Windsor Spitfires aus der Ontario Hockey League bereits an fünfter Position ausgewählt. Mit Beginn der Saison 2012/13 stand er schließlich in deren Aufgebot und absolvierte als 16-Jähriger 63 Partien in seiner Rookiesaison. Dabei kam er auf 44 Scorerpunkte. Diese Ausbeute verdoppelte er in der folgenden Spielzeit mit 85 Punkten fast. Im Sommer wurde er schließlich im NHL Entry Draft 2014 in der ersten Runde an 28. Stelle von den New York Islanders aus der National Hockey League ausgewählt. Nachdem der Angreifer im Oktober seinen ersten Profivertrag bei den Islanders unterschrieben hatte, das Franchise ihn aber weiter im Juniorenbereich spielen ließ, begann er auch die Saison 2014/15 in Windsor. Obwohl er die ersten sechs Saisonspiele aufgrund einer Suspendierung verpasste, führte er das Team nach fast einem Drittel der Saison nach Scorerpunkten an. Allerdings wurde er Mitte November zum Ligakonkurrenten Niagara IceDogs transferiert. Bei den IceDogs verbrachte Ho-Sang den Rest seiner Juniorenzeit bis zum Frühjahr 2016. In 288 OHL-Partien im Zeitraum von vier Jahren erzielte er dabei 337 Scorerpunkte.
Zur Saison 2016/17 wechselte der Kanadier schließlich in den Profibereich. Nachdem er in den vorangegangenen zwei Jahren bereits erfolglos am saisonvorbereitenden Trainingslager der Islanders teilgenommen hatte, erhielt er zum Saisonbeginn einen Platz im Kader der Bridgeport Sound Tigers, dem Farmteam der Islanders in der American Hockey League. Dort verbrachte er seine erste Profispielzeit zunächst bis Anfang März 2017, ehe er erstmals in den NHL-Kader New Yorks berufen wurde und dort debütierte. Zu diesem Zeitpunkt hatte er in 48 AHL-Partien 36 Punkte erzielt. Nachdem er die Spielzeit 2019/20 bis zu diesem Zeitpunkt ausschließlich in der AHL verbracht hatte, verliehen ihn die Islanders im Februar 2020 innerhalb der Liga an die San Antonio Rampage. Im Januar 2021 gaben ihn die Isles leihweise an den Örebro HK aus der Svenska Hockeyligan (SHL) ab. Dort wurde seine Leihe nach fünf Partien vorzeitig beendet, ehe er wenig später in gleicher Weise vom Linköping HC verpflichtet wurde. Anschließend wurde sein auslaufender Vertrag nach fünf Jahren in der Organisation der Islanders nicht verlängert, sodass er sich im Oktober 2021 als Free Agent für zunächst ein Jahr den Toronto Marlies aus der AHL anschloss.
Nachdem die Marlies seinen Vertrag nicht über die Spielzeit 2021/22 hinaus verlängert hatten, wechselte der Kanadier im Juli 2022 zu Salawat Julajew Ufa aus der Kontinentalen Hockey-Liga (KHL). Für den russischen Klub stand er jedoch nur in fünf Partien auf dem Eis, da er sich bereits im ersten Saisonspiel erheblich verletzte und erst während der Playoffs im März 2023 in den Kader zurückkehrte. In der Folge wurde das Engagement aber nicht weiter fortgeführt, so dass Ho-Sang bis zum März des folgenden Jahres ohne Anstellung blieb. Erst Mitte März 2024 sicherten sich die Florida Everblades aus der ECHL seine Dienste.

### International
Für sein Heimatland spielte Ho-Sang im Rahmen der World U-17 Hockey Challenge 2013 als Mitglied des Teams der Provinz Ontario. Dabei belegte er mit dem Team den sechsten Rang, wozu er in fünf Einsätzen fünf Scorerpunkte beisteuerte. Im Seniorenbereich nahm der Stürmer an den Olympischen Winterspielen 2022 in der chinesischen Hauptstadt Peking teil, wo er mit der Mannschaft den sechsten Rang belegte. In fünf Turnierspielen bereitete er drei Tore vor.

## Erfolge und Auszeichnungen
- 2014 Teilnahme am CHL Top Prospects Game
- 2017 AHL-Rookie des Monats Februar

## Karrierestatistik
Stand: Ende der Saison 2022/23

### International
Vertrat Kanada bei:
- World U-17 Hockey Challenge 2013
- Olympischen Winterspielen 2022

(Legende zur Spielerstatistik: Sp oder GP = absolvierte Spiele; T oder G = erzielte Tore; V oder A = erzielte Assists; Pkt oder Pts = erzielte Scorerpunkte; SM oder PIM = erhaltene Strafminuten; +/− = Plus/Minus-Bilanz; PP = erzielte Überzahltore; SH = erzielte Unterzahltore; GW = erzielte Siegtore; 1 Play-downs/Relegation; Kursiv: Statistik nicht vollständig)

## Sonstiges
Ho-Sang trägt zu Ehren von Mario Lemieux seit seinem 15. Lebensjahr die Rückennummer 66 und lief als zweiter Spieler nach T. J. Brodie in der Saison 2010/11 wieder mit ihr in der NHL auf, seit Lemieux 2006 seine aktive Karriere beendet hatte. Er war der insgesamt erst sechste Spieler in der 100-jährigen Geschichte der NHL, der mit dieser Rückennummer ein Spiel bestritt.